# Хондролиза
Хондролиза је болест која се карактерише прогресивним оштећењем зглобне хрскавице, што доводи до сужења зглобног простора и смањења покрета захваћеног зглоба. Болест може бити идиопатска (непознатог узрока) или се може јавити секундарно после инфекција, повреда, дуготрајних имобилизација и тешких опекотина доњих екстремитета.
Хондролиза се најчешће јавља између 9. и 15. године живота. Присутан је бол у захваћеном зглобу, укоченост зглоба, спастичност мишића у захваћеном пределу и храмање.
Дијагноза се поставља на основу анамнезе, клиничке слике, објективног прегледа, лабораторијских анализа, рендгенских снимака, комјутеризоване томографије итд.
Болови се ублажавају аналгетицима и нестероидним антиинфламаторним лековима. Лечење је хируршко и подразумева корективну остетомију (сечење) и спајање костију и артропластику (поступак којим се обликује зглоб). Након тога се примењује физикална терапија да би се кориговала и повратила функција зглоба у потпуности.